# Municipio de Carsonville
El municipio de Carsonville (en inglés: Carsonville Township) es un municipio ubicado en el condado de Becker en el estado estadounidense de Minnesota. En el año 2010 tenía una población de 220 habitantes y una densidad poblacional de 2,38 personas por km².

## Geografía
El municipio de Carsonville se encuentra ubicado en las coordenadas 46°56′25″N 95°21′8″O / 46.94028, -95.35222. Según la Oficina del Censo de los Estados Unidos, el municipio tiene una superficie total de 92.54 km², de la cual 90,71 km² corresponden a tierra firme y (1,98 %) 1,83 km² es agua.

## Demografía
Según el censo de 2010, había 220 personas residiendo en el municipio de Carsonville. La densidad de población era de 2,38 hab./km². De los 220 habitantes, el municipio de Carsonville estaba compuesto por el 87,73 % blancos, el 9,09 % eran amerindios, el 0,91 % eran asiáticos y el 2,27 % eran de una mezcla de razas. Del total de la población el 0,45 % eran hispanos o latinos de cualquier raza.